# Groupe Septem

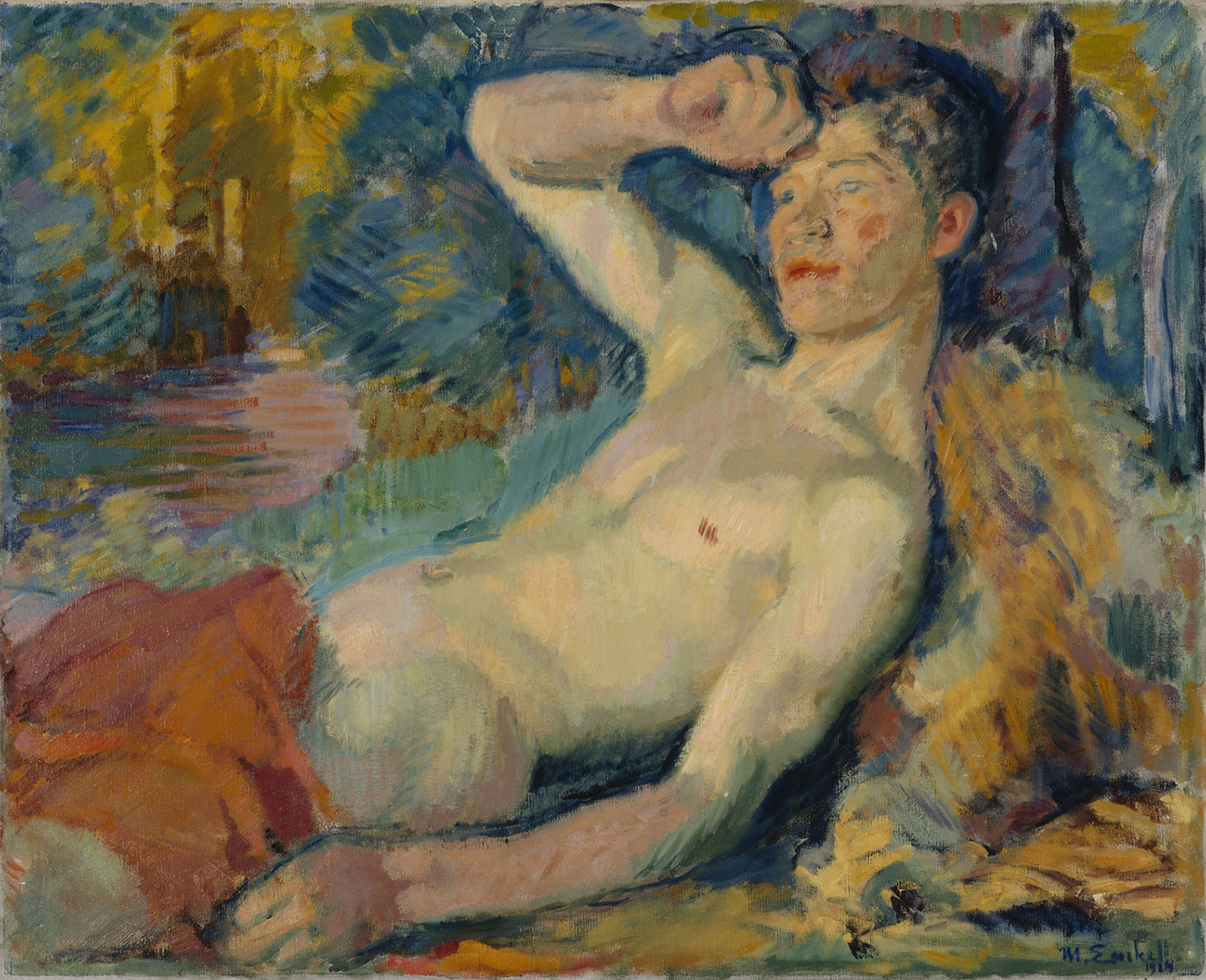
Magnus Enckell, Faune s'éveillant, 1914.

Le Groupe Septem (en finnois Septem-ryhmä) est un groupe artistique inspiré par l'impressionnisme et le néo-impressionnisme, actif durant la période de l'âge d'or de l'art finlandais. Fondé en 1912, il a contribué à un renouveau dans l'utilisation de la couleur par les artistes finlandais et au passage du symbolisme vers l'expressionnisme. Il est créé sous l'impulsion de Magnus Enckell, après la mauvaise réception des œuvres finlandaises au Salon d'Automne de 1908.

## Contexte artistique en Finlande avant Septem

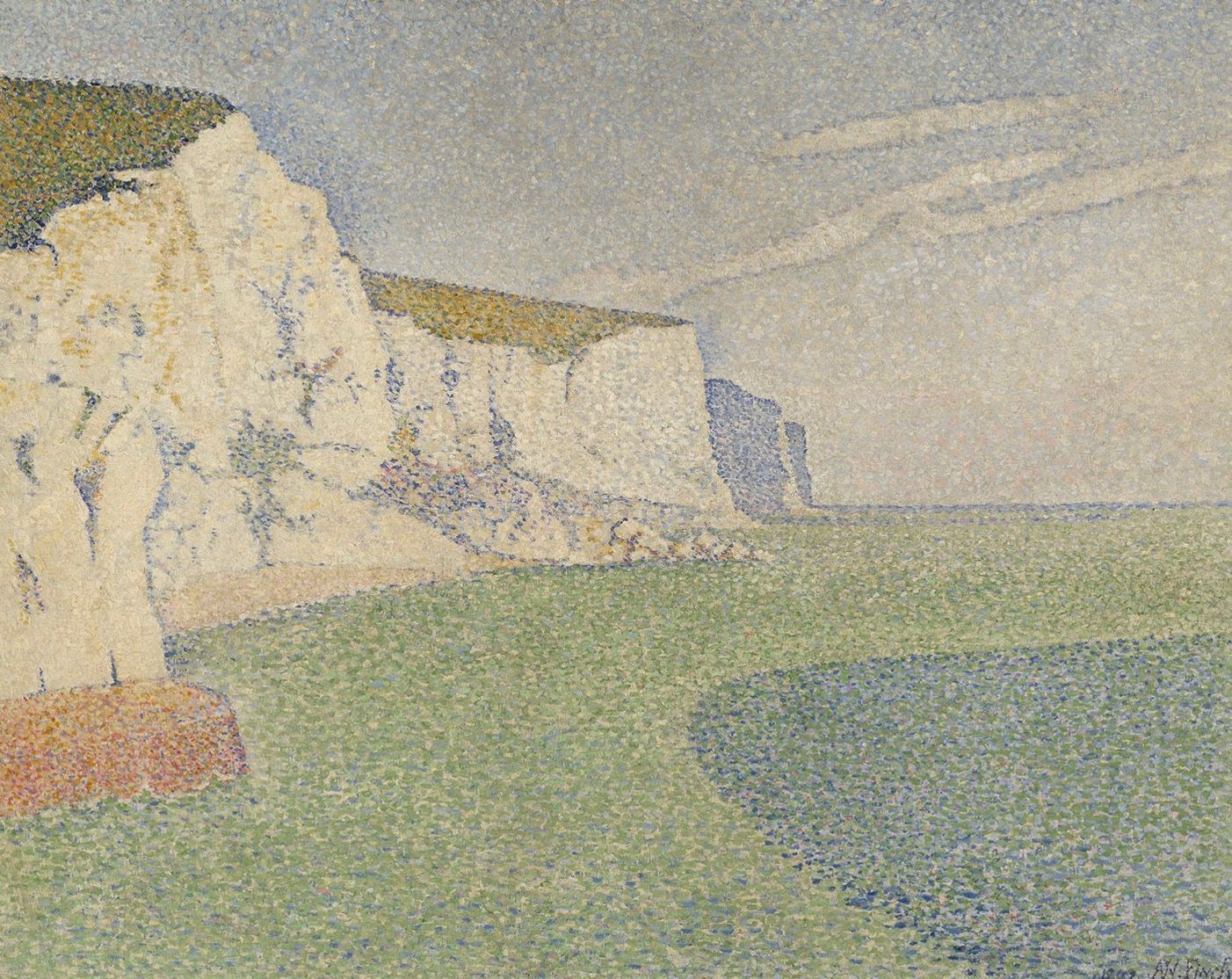
Willy Finch, Les falaises de Douvres, 1892. Cette toile est exposée à Helsinki en 1901 puis en 1910.

À partir des années 1880 se développe l'âge d'or de l'art finlandais. Les thèmes nationaux se développent et les artistes se plaisent à représenter des paysages ou la vie paysanne traditionnelle, dans un style influencé par le réalisme de Jules-Bastien Lepage, particulièrement apprécié dans les pays nordiques. L'impressionnisme, en revanche, n'a pas joui d'un grand succès. À la fin du siècle, le réalisme se trouve conjugué au symbolisme, grâce à une nouvelle génération d'artistes finlandais ayant étudié à Paris, et pour qui ce courant permettait mieux d'exploiter des thèmes légendaires comme le Kalevala. Durant l'Exposition universelle de 1900, la Finlande possède un pavillon à part, décoré par Gallen-Kallela, qui illustre les aspirations du pays à l'indépendance et à son affirmation à l'international.
Cependant, en 1908, la centaine d’œuvres finlandaises présentées au Salon d'Automne reçoit des critiques assez négatives ; dans la revue Art et décoration, le secrétaire du Salon Étienne Avenard retranscrit ainsi l'avis d'un visiteur : « Mais ces gens-là, c'est la mort des marchands de tubes ; ils ne mettent point de couleur. » Un compte-rendu de l'exposition paru dans La Liberté conclut que « toute la peinture finlandaise qui nous est montrée est mélancolique, triste, sombre ». Ces critiques mènent plusieurs artistes, et particulièrement Magnus Enckell, à promouvoir dès 1908 une nouvelle approche de la couleur dans l'art finlandais, principalement influencée par le néo-impressionnisme.

## Apports du néo-impressionnisme

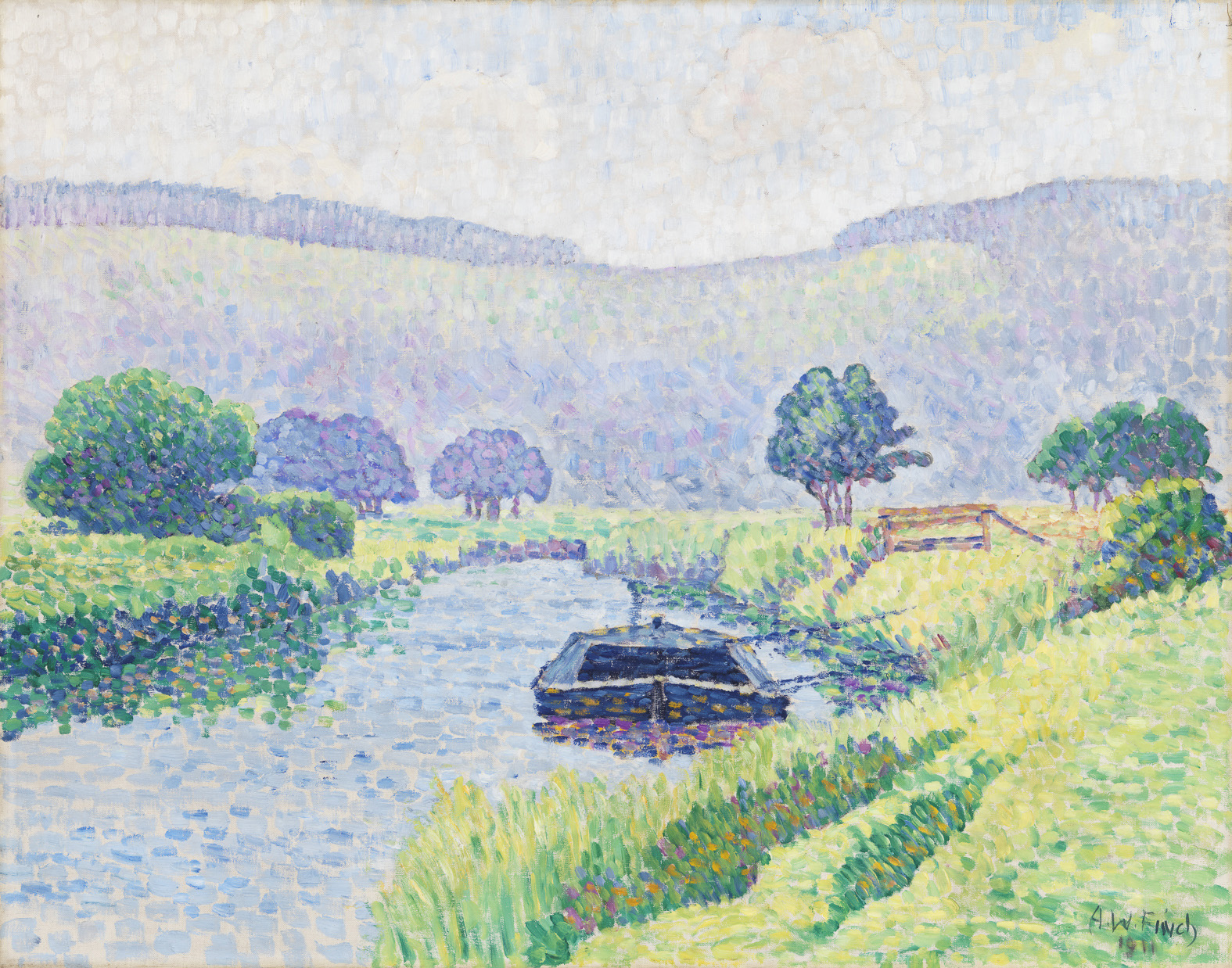
Willy Finch, La vallée de la rivière Amberley, 1911. Œuvre présentée lors de la première exposition de Septem, en 1912.

C'est un artiste belge, Willy Finch, qui jouera le plus grand rôle dans la diffusion des principes impressionnistes et néo-impressionnistes en Finlande et dans les aspirations de Septem. Étudiant à Bruxelles puis à Paris, où il a fréquenté Georges Seurat et Paul Signac, il a été membre du groupe Les Vingt formé en 1883. C'est durant cette période qu'il peint la toile pointilliste Les falaises de Douvres, qui sera exposée à Helsinki en 1901 puis en 1910.
Sur les conseils d'Albert Edelfelt, alors l'artiste finlandais le plus influent hors de son pays, il s'installe en Finlande en 1897 pour exercer en tant que céramiste dans une fabrique à Porvoo. Il commence alors à diffuser les principes de la peinture moderne, notamment par des articles ; celui qu'il publie dans le journal suédo-finlandais Euterpe présente en détails, pour la première fois en Finlande, les principes de l'impressionnisme, du pointillisme et l'œuvre de Seurat. En 1904, il co-organise avec Enckell une exposition au musée Ateneum d'Helsinki, dont les toiles sont choisies avec l'aide de Signac, Théo Van Rysselberghe et Georges Lemmen ; celles-ci comportent notamment des œuvres de Pissarro, Sisley, Monet, Degas et Renoir. Cette exposition diffuse véritablement les idées impressionnistes et néo-impressionnistes en Finlande.
Une nouvelle approche de la couleur basée sur le néo-impressionnisme est aussi promue par l'architecte et critique d'art Sigurd Frosterus, qui y consacre plusieurs articles et ouvrages. Son soutien s'exprime aussi, dès 1905, par l'achat d’œuvres pour sa collection personnelle, qui contient pour moitié des toiles de Finch et Enckell ainsi que d'autres artistes résolument néo-impressionnistes.

## Fondation de Septem

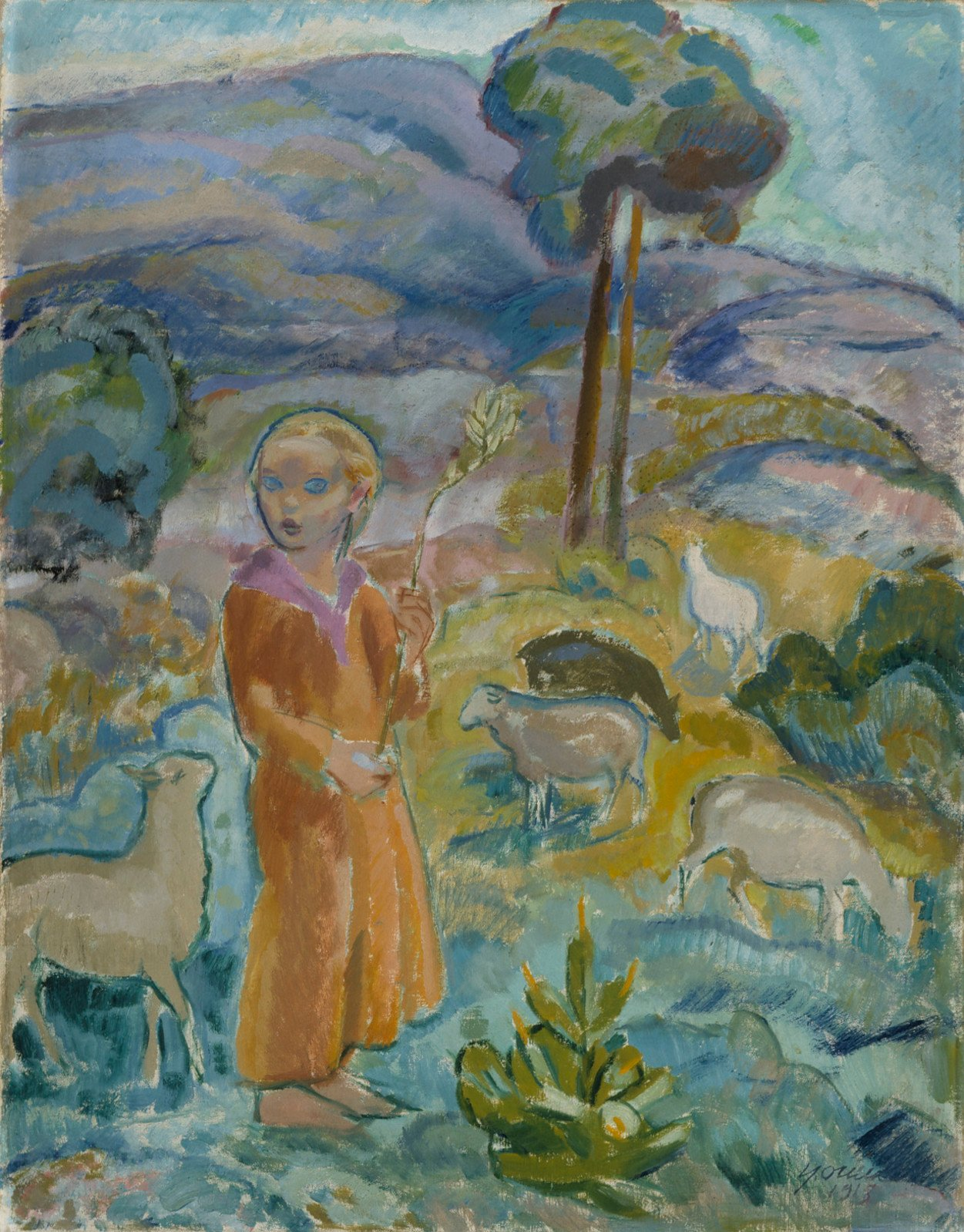
Yrjö Ollila, Bergère, 1915. Œuvre présentée à la cinquième exposition.

En 1912, le néo-impressionnisme apporté par Finch est consacré lors de la première exposition d'un groupe de sept artistes : Finch lui-même, Magnus Enckell, Yrjö Ollila, Mikko Oinonen, Verner Thomé, Juho Rissanen et Ellen Thesleff. Enckell en devient le leader et le membre le plus influent, tandis que Thesleff le quitte dès la deuxième exposition, en 1913, et est remplacée par Per Åke Laurén. À l'origine, le groupe n'a pas de nom spécifique et se fait appeler « groupe d'Enckell ». Il faut attendre la troisième exposition pour voir apparaître « Septem » dû aux sept membres, en référence aux Vingt dont avait fait partie Finch.
Le leadership d'Enckell au sein du groupe n'est pas un hasard. Depuis la mort d'Edelfelt en 1905, dont il a récupéré l'atelier parisien, il le remplace en tant qu'« ambassadeur » de l'art finlandais en Europe. Son attrait pour la couleur n'est pas nouveau mais remonte aux années 1890 et à ses premiers séjours à Florence. Cependant, l'année 1908 marque un tournant dans sa peinture, qui adopte alors véritablement les principes néo-impressionnistes développés en France. Mais si Enckell s'empare des techniques impressionnistes et néo-impressionnistes, le groupe dans son ensemble n'y est pas strictement attaché ; les peintures de Rissanen, par exemple, sont peu représentatives de ces tendances.

## Réception en Finlande
Comme pour la plupart des groupes d'avant-garde, une certaine réticence se fait sentir chez une partie de l'opinion, et Frosterus rédige une préface au catalogue de la première exposition afin d'éclaircir les buts des artistes présentés et les principes de l'impressionnisme. Cependant, l'exposition a reçu un certain succès, et des oeuvres de Thesleff, Enckell, Oinonen et Finch ont été vendues dès le premier jour.
Pour l'historien d'art Sakari Saarikivi, la nationalité de Willy Finch lui a permis de n'être pas retenu dans une certaine forme d'art « national » alors en vogue en Finlande, qui rejetait les principes impressionnistes et pointillistes. En se concentrant sur des aspects strictement esthétiques, Septem tient une place à part dans l'art finlandais du début du XXe siècle, alors marqué avant tout par sa ferveur nationale. Le groupe acquiert néanmoins une certaine notoriété auprès de quelques jeunes artistes parmi lesquels Marcus Collin, Tyko Sallinen, Alvar Cawén, Ragnar Ekelund et William Rosenberg, qui seront les pionniers de l'expressionnisme en Finlande. Le groupe a aussi joué le rôle de tremplin en invitant régulièrement de jeunes artistes.
Un autre groupe artistique, le Groupe de Novembre, est fondé en 1916 et suit les principes du divisionnisme et du cubisme. Malgré leurs influences internationales et la proximité de certains membres avec Septem, ces deux groupes ont été souvent opposés dans la critique puis dans l'historiographie. Les recherches esthétiques de Septem étaient notamment considérées comme des influences étrangères, et leurs couleurs vives impropres à représenter les paysages finlandais, dont les teintes pâles reflétant la « lumière du Nord » idéalisée étaient une caractéristique depuis la fin du XIXe siècle. De leur côté, les « Novembristes » ont réintroduit un usage de couleurs sombres et de thèmes nationaux.

## Dernières années et dissolution
Malgré un début prometteur, Septem est assez vite négligé, principalement à cause du contexte historique et politique — la Première guerre mondiale d'une part, et la guerre civile finlandaise d'autre part. Enckell et Thomé, deux des membres fondateurs, ne participent pas à la dernière exposition. Le groupe est officiellement dissous en 1928, trois ans après la mort d'Enckell.

## Expositions et membres
1912, première exposition, au Musée Ateneum d'Helsinki.
1913, deuxième exposition, durant laquelle sont exposées quelques œuvres d'artistes français. Départ d'Ellen Thesleff, remplacée par Per Åke Laurén.
1914, troisième exposition et adoption du nom « Septem » en raison des sept membres, comme les Vingt.
1915, quatrième exposition.
1916, cinquième exposition. Fondation du Groupe de Novembre par Tyko Sallinen.
1917, sixième exposition.
1919, septième exposition, départ de Juho Rissanen qui rejoint le Groupe de Novembre. Arrivée de Uuno Alanko et Werner Åström.
1920, dernière exposition. Magnus Enckell et Verner Thomé n'y participent pas. Ils sont remplacés par Kaapo Wirtanen.
1928, dissolution officielle.